# Halowe Mistrzostwa Świata w Lekkoatletyce 2014 – bieg na 60 m mężczyzn
Bieg na 60 metrów mężczyzn – jedna z konkurencji rozegranych podczas 15. Halowych Mistrzostw Świata w Sopocie.

## Terminarz
| Data    | Godzina | Runda      |
| ------- | ------- | ---------- |
| 7 marca | 18:40   | Eliminacje |
| 8 marca | 18:30   | Półfinały  |
| 8 marca | 20:57   | Finał      |

## Wyniki
| CR – rekord mistrzostw \| NR – rekord kraju \| AR – rekord kontynentu \| SB – najlepszy wynik w sezonie \| PB – rekord życiowy |

### Eliminacje
Do zawodów przystąpiło 43 zawodników. Aby dostać się do półfinału trzeba było zająć miejsce w pierwszej trójce w swoim biegu eliminacyjnym (Q) lub znaleźć się w gronie 6 najszybszych zawodników, którzy się nie zakwalifikowali (q).
| Pozycja | Bieg | Zawodnik                  | Reprezentacja       | Czas | Uwagi |
| ------- | ---- | ------------------------- | ------------------- | ---- | ----- |
| 1.      | 4    | Richard Kilty             | Wielka Brytania     | 6,53 | Q, PB |
| 2.      | 5    | Lucas Jakubczyk           | Niemcy              | 6,57 | Q     |
| 2.      | 6    | Dwain Chambers            | Wielka Brytania     | 6,57 | Q     |
| 4.      | 5    | Dariusz Kuć               | Polska              | 6,58 | Q, PB |
| 4.      | 4    | Reza Ghasemi              | Iran                | 6,58 | Q, NR |
| 4.      | 4    | Nesta Carter              | Jamajka             | 6,58 | Q     |
| 4.      | 2    | Su Bingtian               | Chiny               | 6,58 | Q     |
| 8.      | 1    | Gerald Phiri              | Zambia              | 6,59 | Q     |
| 8.      | 1    | Kimmari Roach             | Jamajka             | 6,59 | Q, PB |
| 8.      | 3    | Jason Rogers              | Saint Kitts i Nevis | 6,59 | Q     |
| 11.     | 1    | Marvin Bracy              | Stany Zjednoczone   | 6,60 | Q     |
| 12.     | 3    | Warren Fraser             | Bahamy              | 6,61 | Q     |
| 13.     | 6    | Adam Harris               | Gujana              | 6,62 | Q     |
| 14.     | 6    | Gavin Smellie             | Kanada              | 6,63 | Q     |
| 14.     | 6    | Brijesh Lawrence          | Saint Kitts i Nevis | 6,63 | q     |
| 14.     | 5    | Femi Ogunode              | Katar               | 6,63 | Q     |
| 17.     | 6    | Gabriel Mvumvure          | Zimbabwe            | 6,64 | q, PB |
| 18.     | 3    | Zhang Peimeng             | Chiny               | 6,65 | Q, SB |
| 18.     | 2    | Yoshihide Kiryū           | Japonia             | 6,65 | Q     |
| 20.     | 1    | Fabio Cerutti             | Włochy              | 6,67 | q     |
| 21.     | 2    | Trell Kimmons             | Stany Zjednoczone   | 6,68 | Q     |
| 22.     | 2    | Hassan Taftian            | Iran                | 6,69 | q, PB |
| 22.     | 4    | Barakat Mubarak Al-Harthi | Oman                | 6,69 | q, SB |
| 22.     | 3    | Remigiusz Olszewski       | Polska              | 6,69 | q     |
| 22.     | 4    | Samuel Francis            | Katar               | 6,69 |       |
| 22.     | 5    | Adrian Griffith           | Bahamy              | 6,69 |       |
| 27.     | 2    | Adam Zavacký              | Słowacja            | 6,71 |       |
| 27.     | 2    | Odain Rose                | Szwecja             | 6,71 |       |
| 29.     | 1    | Tom Kling-Baptiste        | Szwecja             | 6,72 |       |
| 30.     | 3    | T.J. Lawrence             | Kanada              | 6,74 |       |
| 31.     | 4    | Calvin Kang Li Loong      | Singapur            | 6,75 | PB    |
| 32.     | 5    | Rolando Palacios          | Honduras            | 6,78 | SB    |
| 33.     | 5    | Paul Williams             | Grenada             | 6,82 |       |
| 34.     | 1    | Sibusiso Matsenjwa        | Suazi               | 6,88 | NR    |
| 35.     | 1    | Jean Thierie Ferdinand    | Mauritius           | 6,98 | PB    |
| 36.     | 6    | Riste Pandew              | Macedonia Północna  | 7,00 |       |
| 37.     | 2    | Cristian Leguizamón       | Paragwaj            | 7,02 | PB    |
| 38.     | 6    | Faresa Kapisi             | Samoa Amerykańskie  | 7,14 | NR    |
| 39.     | 4    | Benjamín Véliz            | Nikaragua           | 7,27 | NR    |
| 40.     | 3    | Gregory Bradai            | Polinezja Francuska | 7,30 | PB    |
| 41.     | 5    | Ddoyd Brown               | Aruba               | 7,47 | PB    |
| 42.     | 3    | Yonder Namelo             | Mikronezja          | 7,56 | PB    |
| 43.     | 4    | Jamodre Lalita            | Wyspy Marshalla     | 7,72 | PB    |
| 44 !    | 3    | Solomon Bockarie          | Sierra Leone        | DNS  |       |

### Półfinały
Do półfinałów zakwalifikowało się 24 zawodników. Aby dostać się do finału trzeba było zająć miejsce w pierwszej dwójce w swoim biegu eliminacyjnym (Q) lub znaleźć się w gronie 2 najszybszych zawodników, którzy się nie zakwalifikowali (q).
| Pozycja | Bieg | Zawodnik                  | Reprezentacja       | Czas | Uwagi |
| ------- | ---- | ------------------------- | ------------------- | ---- | ----- |
| 1.      | 1    | Nesta Carter              | Jamajka             | 6,50 | Q, SB |
| 2.      | 1    | Richard Kilty             | Wielka Brytania     | 6,52 | Q, PB |
| 2.      | 3    | Marvin Bracy              | Stany Zjednoczone   | 6,52 | Q     |
| 4.      | 2    | Femi Ogunode              | Katar               | 6,55 | Q     |
| 4.      | 2    | Kimmari Roach             | Jamajka             | 6,55 | Q, PB |
| 6.      | 2    | Su Bingtian               | Chiny               | 6,57 | q, SB |
| 6.      | 3    | Gerald Phiri              | Zambia              | 6,57 | Q, NR |
| 8.      | 2    | Dwain Chambers            | Wielka Brytania     | 6,58 | q     |
| 9.      | 2    | Warren Fraser             | Bahamy              | 6,59 |       |
| 9.      | 3    | Adam Harris               | Gujana              | 6,59 |       |
| 11.     | 3    | Lucas Jakubczyk           | Niemcy              | 6,60 |       |
| 11.     | 3    | Dariusz Kuć               | Polska              | 6,60 |       |
| 11.     | 1    | Gabriel Mvumvure          | Zimbabwe            | 6,60 | NR    |
| 14.     | 1    | Trell Kimmons             | Stany Zjednoczone   | 6,62 |       |
| 14.     | 1    | Jason Rogers              | Saint Kitts i Nevis | 6,62 |       |
| 14.     | 1    | Yoshihide Kiryū           | Japonia             | 6,62 |       |
| 14.     | 1    | Reza Ghasemi              | Iran                | 6,62 |       |
| 18.     | 1    | Remigiusz Olszewski       | Polska              | 6,66 |       |
| 19.     | 2    | Hassan Taftian            | Iran                | 6,67 | PB    |
| 20.     | 3    | Brijesh Lawrence          | Saint Kitts i Nevis | 6,68 |       |
| 20.     | 3    | Barakat Mubarak Al-Harthi | Oman                | 6,68 | SB    |
| 22.     | 3    | Zhang Peimeng             | Chiny               | 6,70 |       |
| 23.     | 2    | Fabio Cerutti             | Włochy              | 6,71 |       |
| 24.     | 2    | Gavin Smellie             | Kanada              | 6,74 |       |

### Finał
| Pozycja | Zawodnik       | Reprezentacja     | Czas | Uwagi |
| ------- | -------------- | ----------------- | ---- | ----- |
| 1.      | Richard Kilty  | Wielka Brytania   | 6,49 | PB    |
| 2.      | Marvin Bracy   | Stany Zjednoczone | 6,51 |       |
| 3.      | Femi Ogunode   | Katar             | 6,52 |       |
| 4.      | Su Bingtian    | Chiny             | 6,52 | NR    |
| 5.      | Gerald Phiri   | Zambia            | 6,52 | NR    |
| 6.      | Dwain Chambers | Wielka Brytania   | 6,53 |       |
| 7.      | Nesta Carter   | Jamajka           | 6,57 |       |
| 8.      | Kimmari Roach  | Jamajka           | 6,58 |       |